# Scuderia Cameron Glickenhaus
Scuderia Cameron Glickenhaus, aussi communément appelé Glickenhaus et SCG, est un constructeur américain de voitures de course et de voitures de sport basé à Sleepy Hollow, dans l'État de New York. Fondé en 2004 par James Glickenhaus, il se consacre à la fabrication de voitures hautes performances.
Le modèle le plus emblématique de la marque est la SCG 003 qui a participé à diverses compétitions telles que les 24 Heures du Nürburgring. La marque s'est également engagée dans le Championnat du monde d'endurance FIA en tant que constructeur dans la catégorie Le Mans Hypercar à partir de la saison 2021 avec la SCG 007.

## Historique
La Scuderia Cameron Glickenhaus a été fondée en 2004 à New York par le producteur de films et entrepreneur James Glickenhaus. L'objectif était de développer des voitures de course à faible volume et hautes performances pour les 24 Heures du Nürburgring. Durant les premières années, une équipe professionnelle avait participé à des compétitions utilisant des constructions Ferrari modifiées.
En 2010, la Ferrari P4/5, construite à un seul exemplaire sur commande spéciale, a servi de référence pour les travaux de la première voiture SCG dont le cahier des charges et le concept initial ont été présentés en septembre 2012. Les prototypes de pré-production sont entrés dans leur phase de test finale en décembre 2014 et ont finalement fait leurs débuts en février 2015 en tant que véhicule de course SCG 003 et hypercar de route SCG 003S.
Pour la production des deux véhicules, une coopération a été établie avec le studio de design italien et le constructeur de voitures de sport MAT, qui a prêté ses lignes de production à Turin. En 2017, un plan pour lancer la production d'une autre voiture civile appelée 004S avait été présenté, et elle est finalement entrée en production en 2020. La même année, une variante de course, SCG 004C, a été produite pour la compétition.
Fin 2020, SCG a présenté sa première voiture avec un concept complètement différent sous la forme du véhicule tout-terrain massif et performant, la SCG Boot. En 2021, une autre voiture de course appelée SCG 007 avait été présentée dans la catégorie de course Le Mans Hypercar, lors de la première, il avait été annoncé qu'une variante de série appelée SCG 007S serait également construite.

## Modèles

### SCG 003
La 003S est une supercar conçue et produite à partir de 2018 par le constructeur automobile américain Scuderia Cameron Glickenhaus, fondé par James Glickenhaus. La 003S est le premier modèle de série du constructeur.